# Gerhard Prinz (Missionar)
Gerhard Prinz SVD (* 16. April 1908 in Köln; † 18. März 1943 in der Bismarcksee) war ein deutscher römisch-katholischer Geistlicher, Steyler Missionar und Märtyrer.

## Leben
Gerhard Prinz besuchte ab 1921 das Gymnasium im Missionshaus St. Michael in Steyl und trat 1930 in das Missionspriesterseminar im Missionshaus St. Augustin bei Bonn ein. Dort legte er 1932 seine Ersten Gelübde ab und wurde am 29. September 1936 zum Priester geweiht. Am 5. Oktober 1937 verließ er Deutschland für die Ozeanienmission und kam am 24. Dezember 1937 in Alexishafen (Papua-Neuguinea) an. Er ging in die Marui-Mission im Sepik-Gebiet und 1939 aus gesundheitlichen Gründen in die Vanimo-Station im Dekanat Tumleo. Nach der Besetzung von Papua-Neuguinea durch japanische Invasionstruppen 1942 wurde er am 18. März 1943 zusammen mit Bischof Josef Lörks und zahlreichen weiteren Missionaren und Ordensschwestern auf dem Zerstörer Akikaze hingerichtet und ins Meer geworfen.

## Gedenken
Die Römisch-katholische Kirche in Deutschland hat Pater Gerhard Prinz als Märtyrer in das deutsche Martyrologium des 20. Jahrhunderts aufgenommen.